# Sectorul 6
Sectorul 6 este un sector în București, situat în partea de vest a municipiului, cuprins între sectoarele 1 și 5.

## Delimitare[2]
Începând de la intersecția râului Dâmbovița cu Str. Constantin Noica și Șos. Cotroceni, limita de est a sectorului urmează traseul: Șos. Cotroceni, B-dul  Geniului, Drumul Sării (toate inclusiv) până la intersecția cu Calea 13 Septembrie și B-dul. Ghencea.
- Limita de sud: B-dul  Ghencea, Prelungirea Ghencea până la Intrarea Floarea Galbenă.
- Limita de vest: linia convențională care pornește din dreptul Intrării Floarea Galbenă până la complexul de sere floricole (exclusiv), pe limita de sud și de est a acestuia până la Blvd. Timișoara, pe Blvd. Timișoara, spre vest până la linia căii ferate de centură spre nord, apoi pe această linie ferată până la canalul Argeș, canalul Argeș, până la stația Apa Nova București, de aici pe canalul deversor până la râul Dâmbovița, se continuă pe râul Dâmbovița până la Drumul Morii.
- Limita de nord: calea ferată București-Roșiori, începând de la Drumul Morii până la Drumul Carierei (exclusiv), Calea Giulești până la intersecția cu Șos. Orhideelor, în continuare pe Calea Plevnei până la Str. Constantin Noica, pe Str. Constantin Noica până la râul Dâmbovița (toate inclusiv).

## Cartiere
- Crângași
- Drumul Taberei
- Ghencea
- Giulești
- Militari
- Regie

## Politică
Primarul sectorului 6 este Ciprian Ciucu dales din partea Alianței PSD-PNL. Consiliul Local al Sectorului 6 este format din 27 de consilieri, cu următoarea compoziție bazată pe partid politic, după alegerile locale din 2024:
| Partid | Partid          | Consilieri | Componența Consiliului | Componența Consiliului | Componența Consiliului | Componența Consiliului | Componența Consiliului | Componența Consiliului | Componența Consiliului | Componența Consiliului | Componența Consiliului | Componența Consiliului | Componența Consiliului | Componența Consiliului | Componența Consiliului | Componența Consiliului | Componența Consiliului |
| ------ | --------------- | ---------- | ---------------------- | ---------------------- | ---------------------- | ---------------------- | ---------------------- | ---------------------- | ---------------------- | ---------------------- | ---------------------- | ---------------------- | ---------------------- | ---------------------- | ---------------------- | ---------------------- | ---------------------- |
|        | Alianța PSD-PNL | 15         |                        |                        |                        |                        |                        |                        |                        |                        |                        |                        |                        |                        |                        |                        |                        |
|        | ADU             | 7          |                        |                        |                        |                        |                        |                        |                        |                        |                        |                        |                        |                        |                        |                        |                        |
|        | AUR             | 3          |                        |                        |                        |                        |                        |                        |                        |                        |                        |                        |                        |                        |                        |                        |                        |
|        | REPER           | 2          |                        |                        |                        |                        |                        |                        |                        |                        |                        |                        |                        |                        |                        |                        |                        |